# 果物綱 (ルーベンス)
『果物綱』（くだものづな、独: Die Früchtegirlande、英: Garland of Fruit）は、フランドルのバロック期の巨匠ピーテル・パウル・ルーベンスが1616-1617年ごろにキャンバス上に油彩で制作した絵画である。ルーベンスは、果物綱の描写でフランス・スナイデルスの助力を、風景の描写でヤン・ウィルデンスの助力を得ている。作品は1806年にデュッセルドルフ絵画館から移されて以来、ミュンヘンのアルテ・ピナコテークに所蔵されている。

## 作品
ルーベンスとスナイデルスは1610年代の後半以降、花綱や果物籠に関連した主題で数点の絵画を共同で制作している。本作以外には、『ケレスの像』（1615年ごろ、エルミタージュ美術館、サンクトペテルブルク）、『幼児キリストと洗礼者聖ヨハネ、二人の天使』（1615-1620年ごろ、美術史美術館、ウィーン）、そしてやや少し後の『二人のプットのいる果物と花の飾り』（1620-1630年、プラド美術館、マドリード）などが挙げられる。
本作には、やや前に制作された『ケレスの像』と同様にスナイデルスの手になる果物綱のモティーフが見出される。さらに『キモンとエフィゲニア』 (美術史美術館、ウィーン) 同様、風景はヤン・ウィルデンスの手になる。しかし、絵画の主要な部分である7人のプットはルーベンスの手になり、彼らは構図を横切るように配置されている。前景で果物綱を上に挙げている2人のプットは、互いの鏡像のように類似している。他の5人は2人の背後に立ち、重い綱を運ぼうと奮闘している。
『ケレスの像』のプットたちのように、ルーベンスは幼い彼らを非常な暖かみと活力を付与して描いているが、自身の古代美術に関する知識も活用されている。果物綱に加え、人物をフリーズ上に配置することは古代の石棺に象られたレリーフに由来するものである。なお、本作はやや低い視点から描かれているが、それは高い場所、おそらくドアの上に掛けられるための作品として制作されたことを示唆している。

## ギャラリー

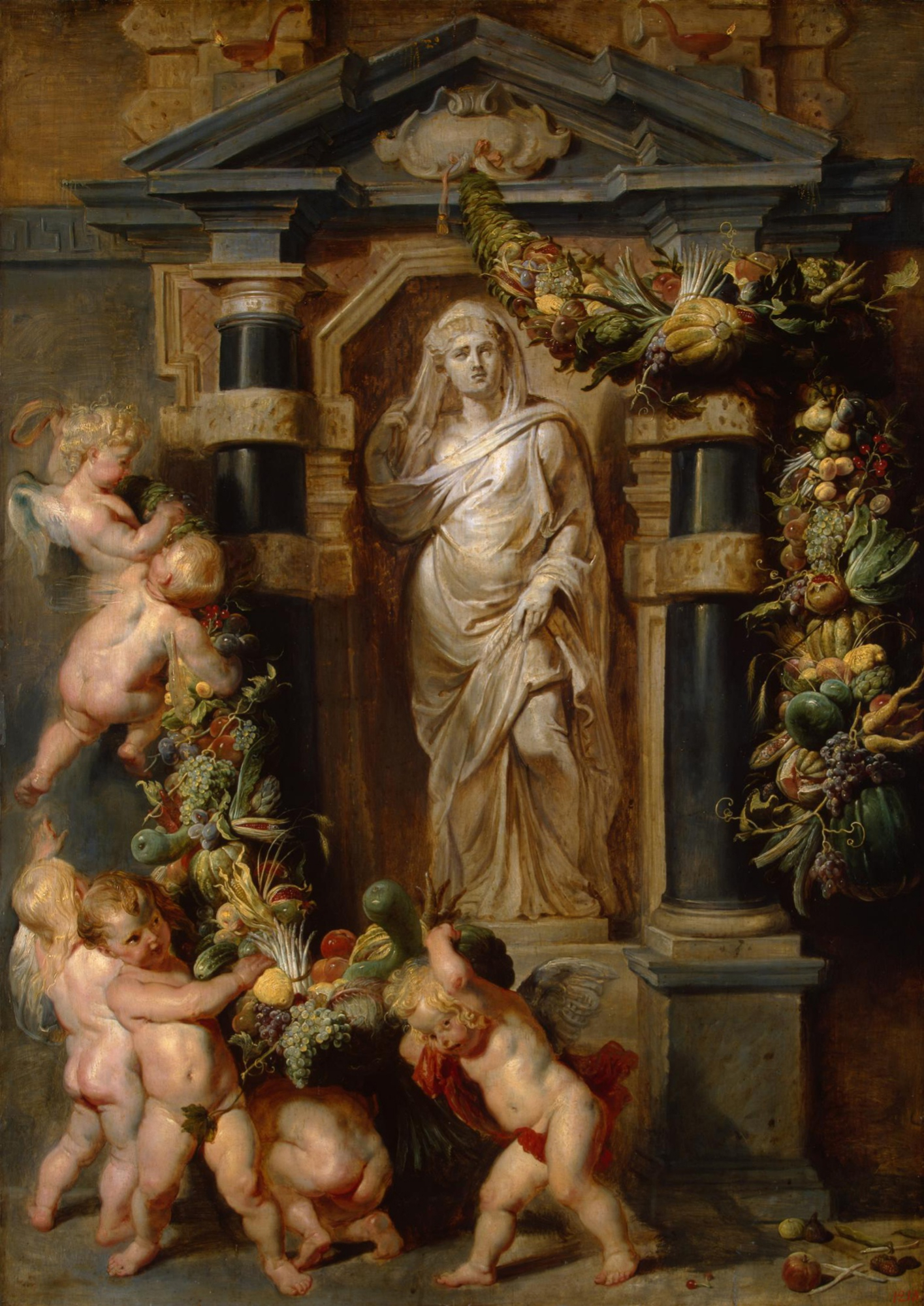
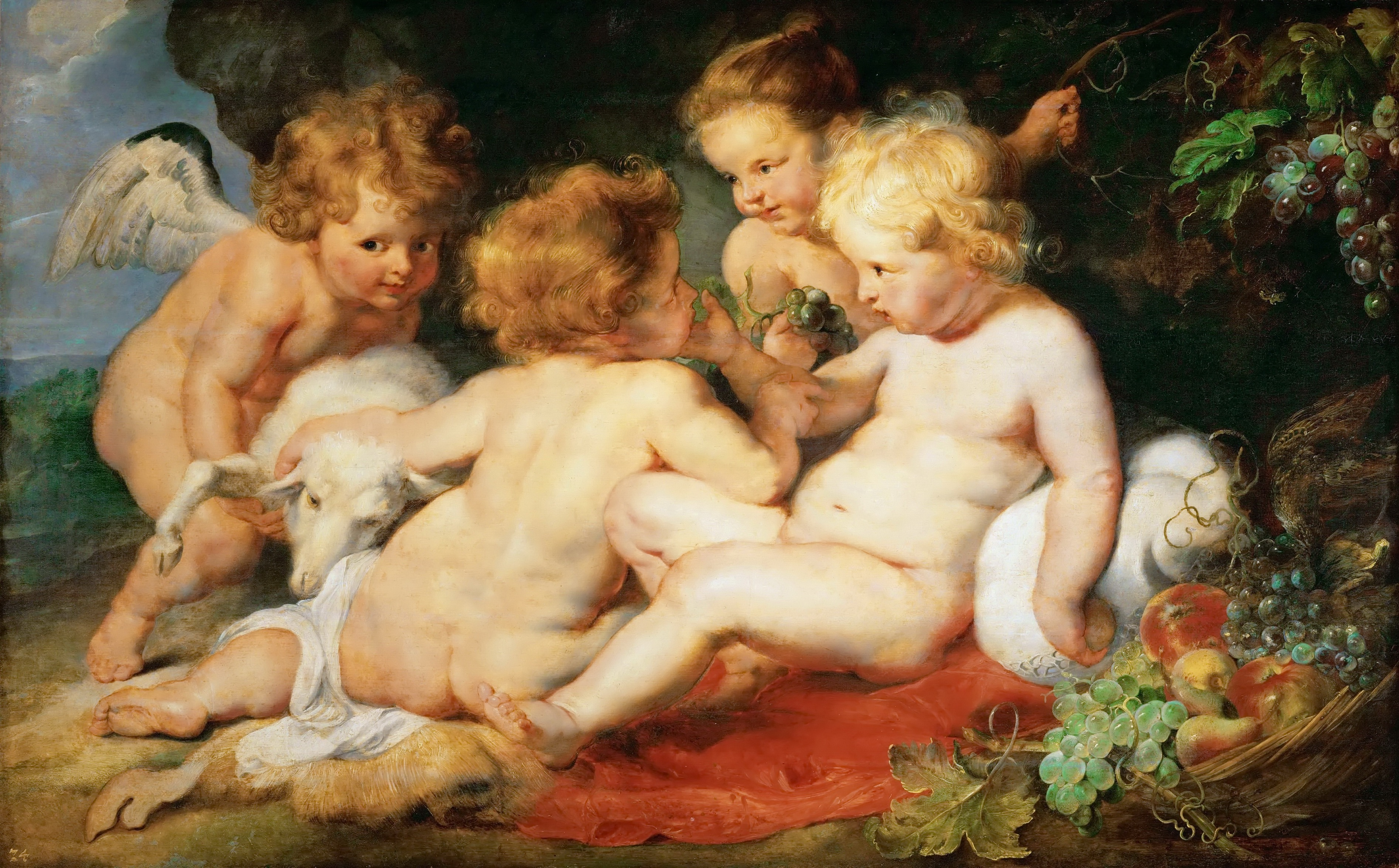
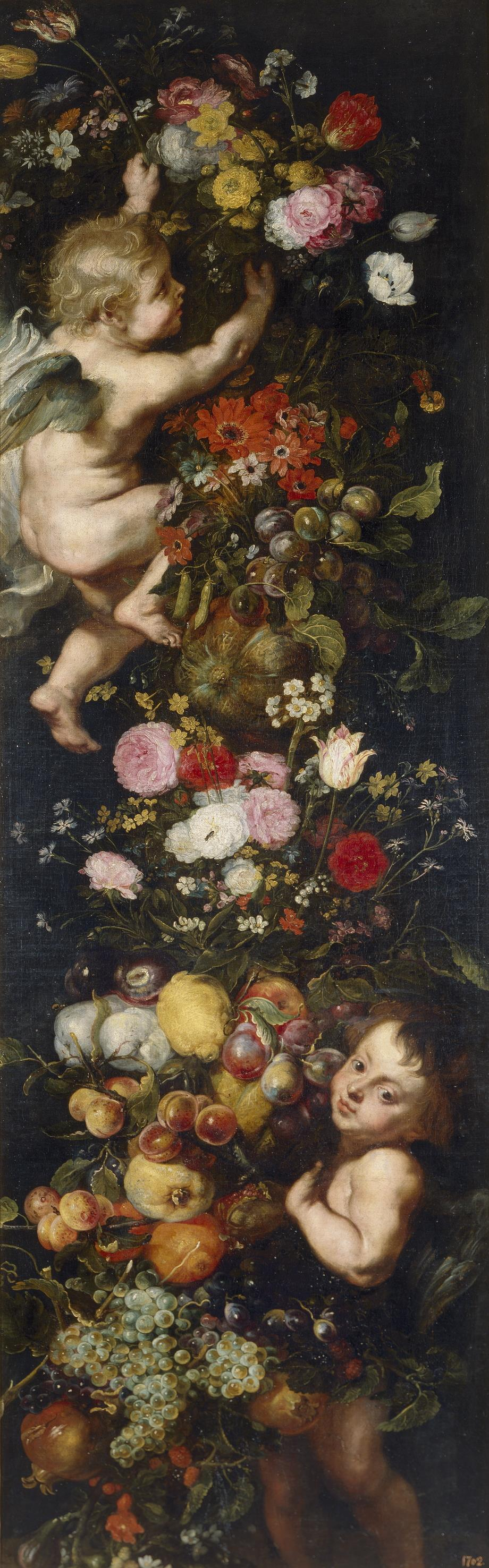

左：ルーベンス、スナイデルス『ケレスの像』（1615年ごろ）、エルミタージュ美術館、サンクトペテルブルク
中央：ルーベンス、スナイデルス『幼児キリストと洗礼者聖ヨハネ、二人の天使』（1615-1620年ごろ）、美術史美術館、ウィーン
右：ルーベンス (工房)、スナイデルス、ヤン・ブリューゲル (父)『二人のプットのいる果物と花の飾り』（1620-1630年ごろ）、プラド美術館、マドリード